# Ramsau am Dachstein
Pour les articles homonymes, voir Ramsau.

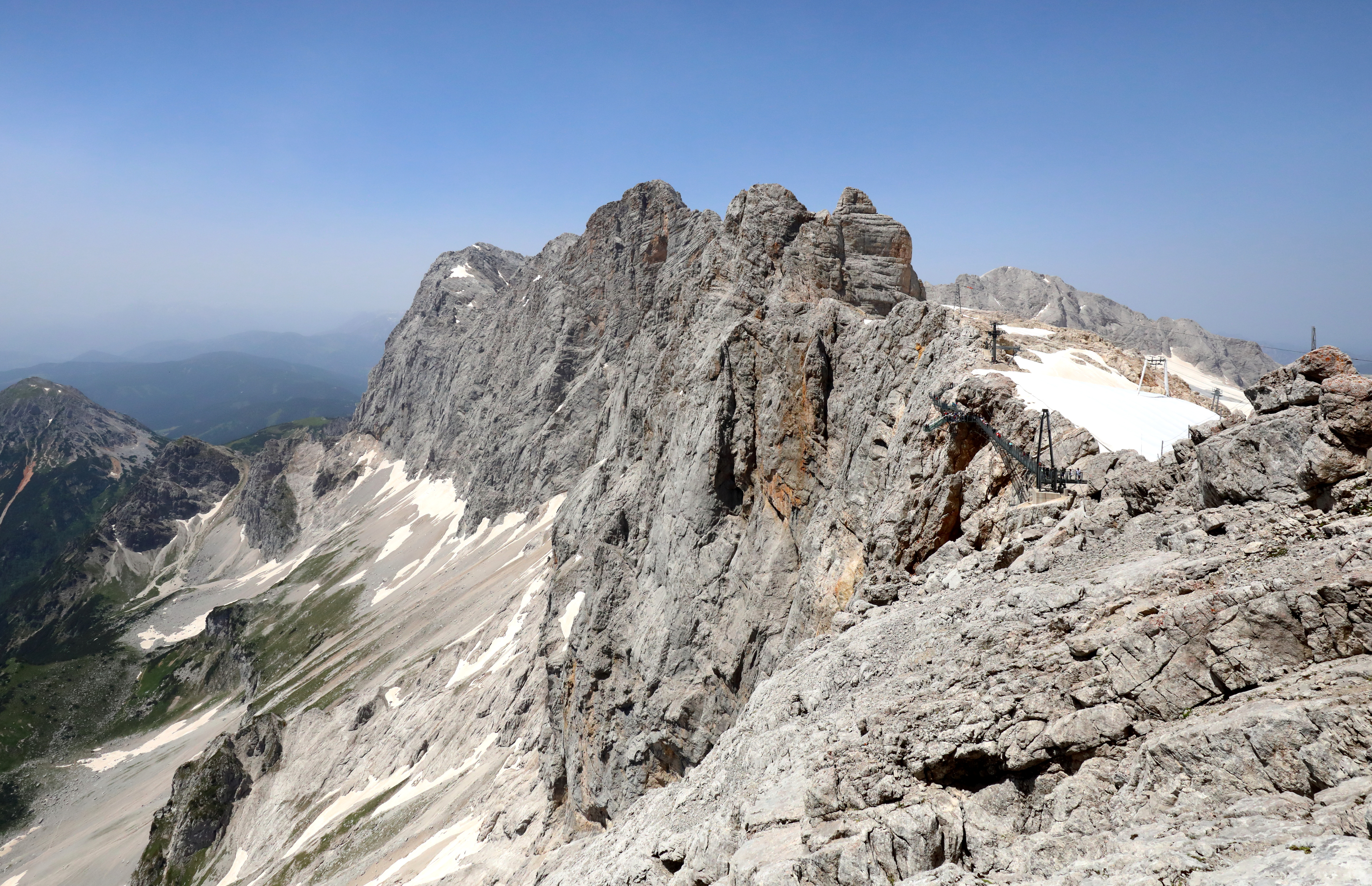
La vue sud-est du Dachsteinsüdwand, un sommet à Ramsau. Il culmine à 2995m. Juin 2022.

Ramsau am Dachstein est une commune autrichienne, située dans la Styrie, il s'agit aussi d'une station de sports d'hiver. Plus connue sous le nom de Ramsau, le suffixe am Dachstein fut ajouté pour la différencier des autres municipalités autrichiennes du même nom.
Sa station est connue pour son domaine skiable et en particulier pour le ski nordique. Les possibilités de ski alpin sont négligeables sur Ramsau.
La station fait partie de l'Espace Salzburg Amadé Sport World.

## Grands évènements sportifs accueillis
- Championnats du monde de ski nordique 1999.

## Personnalités notables
- Hartmut Skerbisch (1945-2009), sculpteur